# Dobbs v. Jackson Women’s Health Organization
Dobbs v. Jackson Women’s Health Organization ist ein am Obersten Gerichtshof der Vereinigten Staaten verhandelter Fall zur Frage, ob ein Gesetz des Bundesstaats Mississippi, das (mit einigen Ausnahmen) Abtreibungen nach der 15. Schwangerschaftswoche verbietet, gegen die Verfassung der Vereinigten Staaten verstößt. Diese Fristenregelung war mit Bedacht gewählt worden: sie gestaltet den Zugang zur Abtreibung immer noch erheblich liberaler, als es in den meisten europäischen Staaten der Fall ist, stellte aber einen offensichtlichen Verstoß gegen die früheren Grundsatzentscheidungen Roe v. Wade 410 U.S. 113 (1973) und Planned Parenthood v. Casey 505 U.S. 833 (1992) dar, in denen der Oberste Gerichtshof die Auffassung vertreten hatte, dass der 14. Zusatzartikel zur Verfassung der Vereinigten Staaten der schwangeren Frau ein „Recht auf Abtreibung“ einräume, das es den einzelnen Bundesstaaten bis zum Zeitpunkt der angenommenen Lebensfähigkeit des ungeborenen Kindes außerhalb des Mutterleibes (sog. viability) verbiete, die Abtreibung zu untersagen.
In seiner Entscheidung vom 24. Juni 2022 erklärte das Gericht das streitgegenständliche Gesetz mit 6 zu 3 Stimmen für verfassungskonform. Zusätzlich verurteilte das Gericht Roe v. Wade und Planned Parenthood v. Casey mit 5 zu 4 Stimmen ausdrücklich und bezeichnete Roe als „von Beginn an völlig verfehlt“ (“egregiously wrong from the start”): Die Argumentation sei außergewöhnlich schwach gewesen und habe zu schädlichen Konsequenzen geführt; statt zu einer endgültigen und allgemein akzeptierten Klärung der Abtreibungsfrage beizutragen, habe sie nur Streit und Spaltung bewirkt. Im Hinblick auf die Frage, ob der 14. Verfassungszusatz auch solche Rechte schütze, die (wie das „Recht auf Abtreibung“) nicht ausdrücklich in der US-Bundesverfassung erwähnt sind (sog. unenumerated rights), verweist das Höchstgericht auf das in der Entscheidung Washington v. Glucksberg 521 U.S. 702 (1997) entwickelte Kriterium: ein solches Recht ist von der Verfassung nur dann geschützt, wenn es „tief in der Geschichte und Tradition dieser unserer Nation verwurzelt“ (“deeply rooted in this Nation’s history and tradition”) und „aus dem Konzept der geordneten Freiheit abzuleiten“ (“implicit in the concept of ordered liberty”) sei. Für die Abtreibung, die ausdrücklich als „Zerstörung eines ungeborenen menschlichen Lebens“ beschrieben wurde, sei dies zu verneinen.
Die Entscheidungen in Roe v. Wade und Planned Parenthood  v. Casey wurden damit formell außer Kraft gesetzt. Somit ist fortan davon auszugehen, dass die amerikanische Bundesverfassung ein Recht auf Abtreibung nicht enthält. Sowohl die Legislativen der einzelnen Bundesstaaten als auch der Kongress können Abtreibung somit per Gesetz erlauben, verbieten oder anderweitig regeln. Einziges Bundesgesetz zum Thema ist der Partial-Birth Abortion Ban Act von 2003, der gewisse Abtreibungsmethoden nach dem ersten Trimester mit Ausnahmen unter Strafe stellt.

## Hintergrund
Im März 2018 verabschiedete der US-Bundesstaat Mississippi den Gestational Age Act, demzufolge eine Abtreibung mit wenigen Ausnahmen nach einer Schwangerschaftszeit von 15 Wochen nicht mehr zulässig wäre. Das Gesetz stand in direktem Gegensatz zum bis dahin höchstrichterlich durch den Fall Planned Parenthood v. Casey garantierten Recht auf Abtreibung im Zeitraum, bevor der Fötus außerhalb des Mutterleibs theoretisch lebensfähig wäre. Nach 15 Wochen ist eine Lebensfähigkeit außerhalb des Mutterleibs auch mit neonataler medizinischer Behandlungsmöglichkeit derzeit nicht gegeben, wodurch ein Recht auf Abtreibung zu diesem Zeitpunkt rechtlich garantiert war.
Die Abtreibungsklinik Jackson Women’s Health Organization legte gegen das Gesetz gerichtliche Beschwerde ein. Die Klage richtete sich gegen die zuständige Gesundheitsbehörde des Bundesstaates, die zu diesem Zeitpunkt von dem Arzt und Epidemiologen Thomas E. Dobbs geleitet wurde. Dobbs war in das Verfahren nicht involviert. Ein Bezirksgericht sowie ein Berufungsgericht gaben der Beschwerde statt. Jackson Women’s Health erreichte damit eine einstweilige Verfügung gegen die Anwendung des Gesetzes, wodurch das Recht zur Abtreibung gewahrt blieb. Der Bundesstaat Mississippi legte hiergegen Beschwerden beim Obersten Gerichtshof der Vereinigten Staaten ein. Dieser nahm den Fall zur Entscheidung an. Die mündliche Verhandlung fand am 1. Dezember 2021 statt.

## Urteil
Mit einer Mehrheit von 6 zu 3 Richterstimmen erklärte der Oberste Gerichtshof am 24. Juni 2022 den Gestational Age Act für verfassungskonform. In einer Grundsatzentscheidung urteilten die Richter mit 5 zu 4 Stimmen zudem, dass die Verfassung der Vereinigten Staaten kein Recht auf Abtreibung garantiert, und setzten damit die umstrittenen Entscheidungen in den Fällen Roe v. Wade und Planned Parenthood v. Casey außer Kraft. Ein gesetzliches Recht auf Abtreibung vor der Lebensfähigkeit des Fötus außerhalb des Mutterleibs ist somit nicht mehr landesweit vorgeschrieben. Vielmehr steht es den Bundesstaaten nun frei, Abtreibungsrechte auch vor diesem Zeitpunkt einzuschränken, aber auch die Möglichkeit der Abtreibung auszuweiten bis zum Ende der Schwangerschaft.
Die von Richter Samuel Alito verfasste Entscheidung wurde von fünf als konservativ geltenden Richtern getragen. Die drei als liberal geltenden Richter Breyer, Sotomayor und Kagan stimmten gegen die Entscheidung und veröffentlichten eine dissenting opinion, in der sie die Wichtigkeit des Grundsatzes stare decisis betonten und davor warnten, dass nach der Aufhebung von Roe v. Wade auch der Verlust anderer Errungenschaften der liberalen Judikatur des Supreme Court (wie zum Beispiel das Recht auf Zugang zu empfängnisverhütenden Mitteln, das Recht auf homosexuellen Verkehr, das Recht auf gleichgeschlechtliche Ehe oder sogar das Recht auf Ehe zwischen zwei Personen unterschiedlicher Ethnien) gefährdet seien, da alle diese Rechte, die in der Verfassung ebenso wenig Erwähnung finden wie das durch Roe v. Wade geschaffene „Recht auf Abtreibung“, auf genau dieselbe Interpretation des 14. Verfassungszusatzes zurückzuführen seien, auf der auch Roe v. Wade beruhte. Genau dieselbe Ansicht vertrat – freilich mit ganz entgegengesetzter Absicht – auch Richter Clarence Thomas in seinem zustimmenden Sondervotum (concurring opinion), in dem er der Hoffnung Ausdruck gab, dass der Supreme Court diese als “substantive due process” bezeichnete Doktrin einer grundlegenden Revision unterziehen werde: ganz allgemein könne man aus dem Recht auf bestimmte Verfahrensstandards (due process) nicht ein Recht auf die Sache selbst ableiten; so folge etwa aus dem (prozeduralen) Recht jedes Angeklagten, ein faires Verfahren zu erhalten, nicht das (substantielle) Recht, für ein Verbrechen überhaupt nicht bestraft zu werden. Dagegen betonte Richter Brett Kavanaugh in seinem zustimmenden Sondervotum, dass das vorliegende Urteil überhaupt keine Implikationen für andere Themenbereiche als jenen der Abtreibung habe.
Der als gemäßigt-konservativ geltende Gerichtspräsident John Roberts veröffentlichte ein Sondervotum, in dem er das Gesetz als verfassungskonform beurteilte. So sei die in Casey verwendete Lebensfähigkeit des Fötus kein geeignetes Kriterium für die Frage, ab wann ein Recht auf Abtreibung gewährt werden sollte. Roberts unterstützte jedoch ausdrücklich nicht die Außerkraftsetzung von Roe v. Wade, da es seiner Auffassung nach möglich gewesen wäre, das strittige Gesetz des Bundesstaates Mississippi mit seiner 15-Wochen-Fristenlösung aufrecht zu lassen, ohne deswegen gleich das Grundsatzurteil Roe v. Wade formell aufzuheben.